# Lockheed U-2
El Lockheed U-2, conegut com a "Dragon Lady", és un avió de reconeixement d'un sol motor i alta altitud operat per la Força Aèria dels Estats Units i la CIA des dels anys 50. Utilitzat per recollir informació d'intel·ligència a gran altitud i en totes les condicions meteorològiques, ha participat en diverses missions durant la Guerra Freda i en conflictes posteriors com l'Afganistan i l'Iraq.

## Desenvolupament
Després de la Segona Guerra Mundial, l'exèrcit dels EUA va buscar millors capacitats de reconeixement aeri per evitar ser sorprès com havia passat a Pearl Harbor. El disseny original de l'U-2 va ser aprovat el 1954 i el seu primer vol va tenir lloc el 1955.

## Història operativa
L'U-2 va sobrevolar territoris comunistes durant la Guerra Freda, incloent la Unió Soviètica, la Xina, el Vietnam i Cuba. El 1960, l'U-2 de Gary Powers va ser abatut sobre la Unió Soviètica, un esdeveniment clau durant el conflicte de la Guerra Freda. L'U-2 també va ser fonamental durant la Crisi dels Míssils de Cuba el 1962.

## Variants
Les variants inclouen els models TR-1, U-2R, i U-2S, amb diverses millores tècniques per adaptar-se a les necessitats modernes de reconeixement.

## Exposició
Diversos U-2 es troben en exhibició a museus com el National Air and Space Museum.